# طائرة ركاب نفاثة

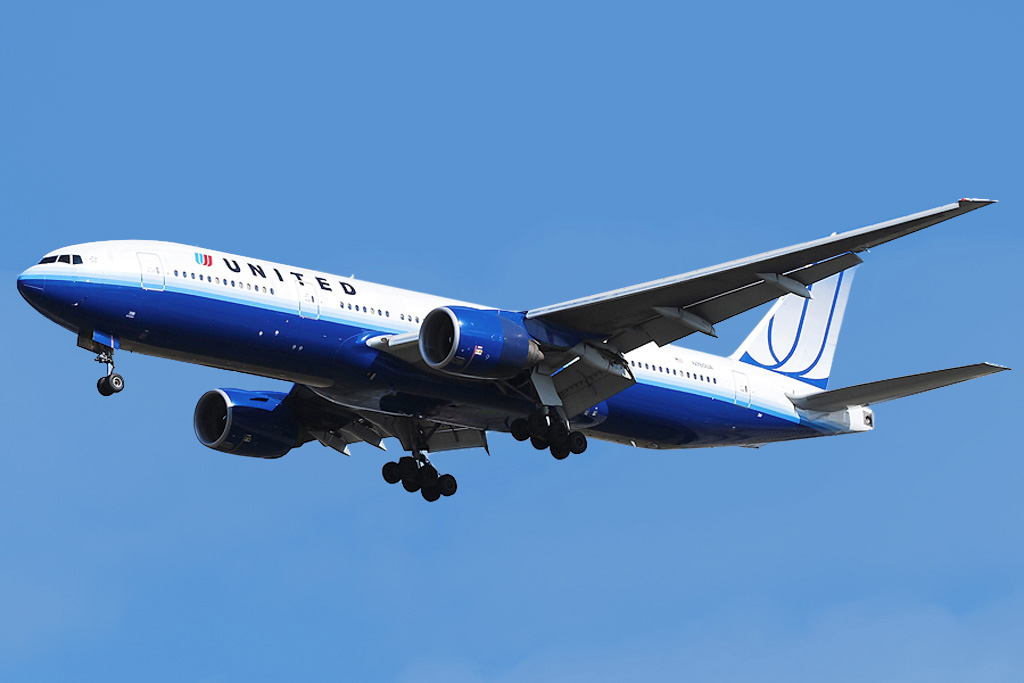

طائرة ركاب نفاثة هي طائرة ركاب تستخدم محركات نفاثة للدفع. أول طائرة ركاب نفاثة هي الطائرة البريطانية الفيكيرز في سي-1، وكان أول طيران لها في 6 أبريل 1948.

## انظر ايضًا
- محرك نفاث
- فيكرز في سى 10